# Sơn tiêu Ceylon
Chloroxylon swietenia là danh pháp khoa học cho một loài cây có tên gọi là sơn tiêu Ceylon, sơn tiêu Đông Ấn hay buruta). Nó là loài cây thân gỗ cứng vùng nhiệt đới và là loài duy nhất trong chi Chloroxylon. Nó có nguồn gốc ở khu vực miền nam Ấn Độ và Sri Lanka.
Sơn tiêu Ceylon là cây thân gỗ lá sớm rụng kích thước trung bình, cao tới 15–20 m, với lớp vỏ cây dày, nứt, hơi giống bần (li e) và lá hình lông chim. Hoa nhỏ, màu trắng kem, mọc thành dạng chùy hoa; quả nang thuôn dài chia ba phần, có kích thước 2,5–4,5 cm, chứa 1–4 hạt trong mỗi phần.

## Sử dụng
Gỗ từ cây này có màu vàng kim loại với sự óng ánh phản chiếu dưới ánh sáng. Gỗ được dùng để làm các mặt hàng nhỏ đắt tiền và lớp gỗ bọc trong các mặt hàng đồ gỗ. Nó là một trong những loại sơn tiêu được biết đến nhiều nhất.

## Hình ảnh

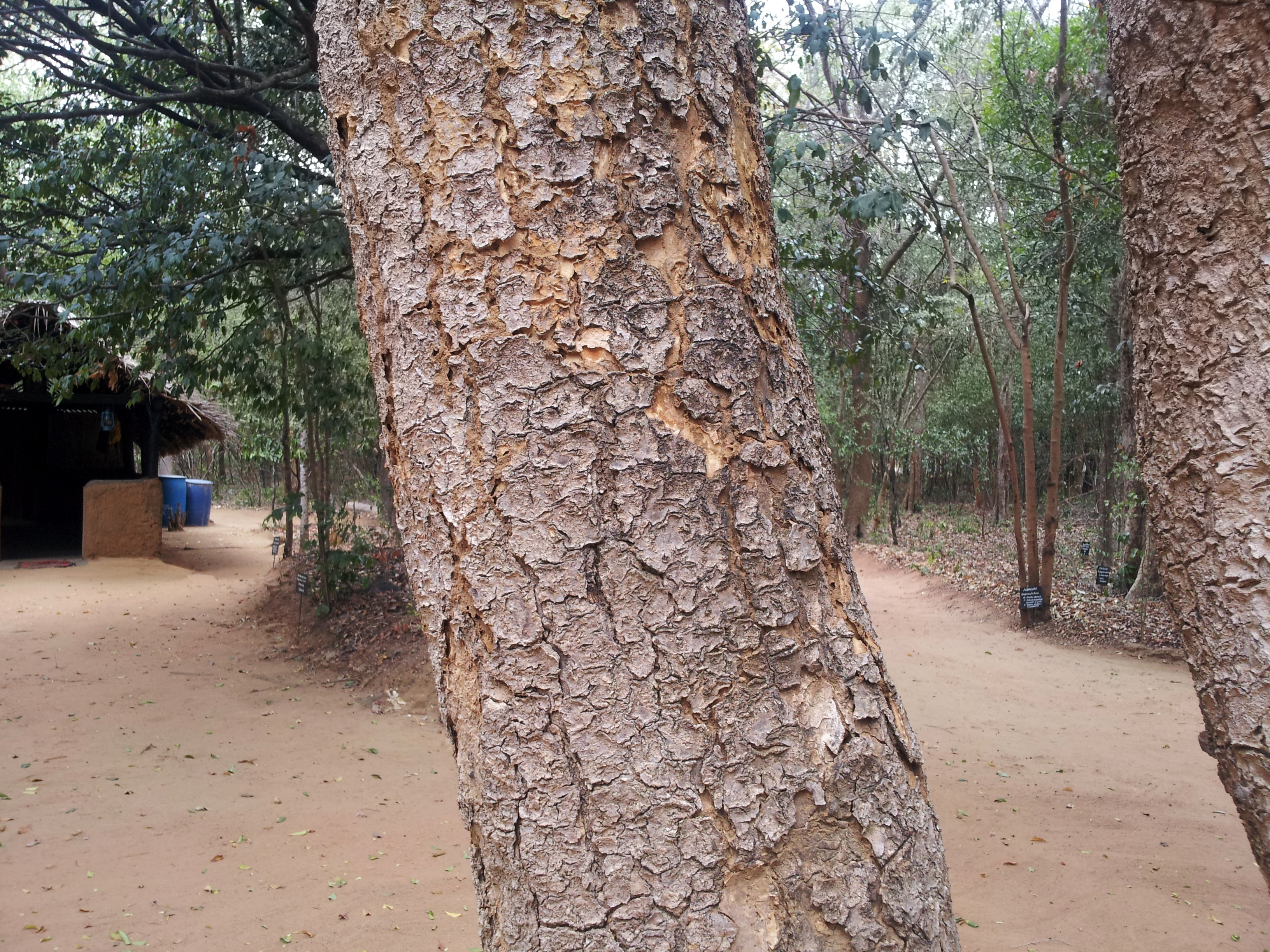
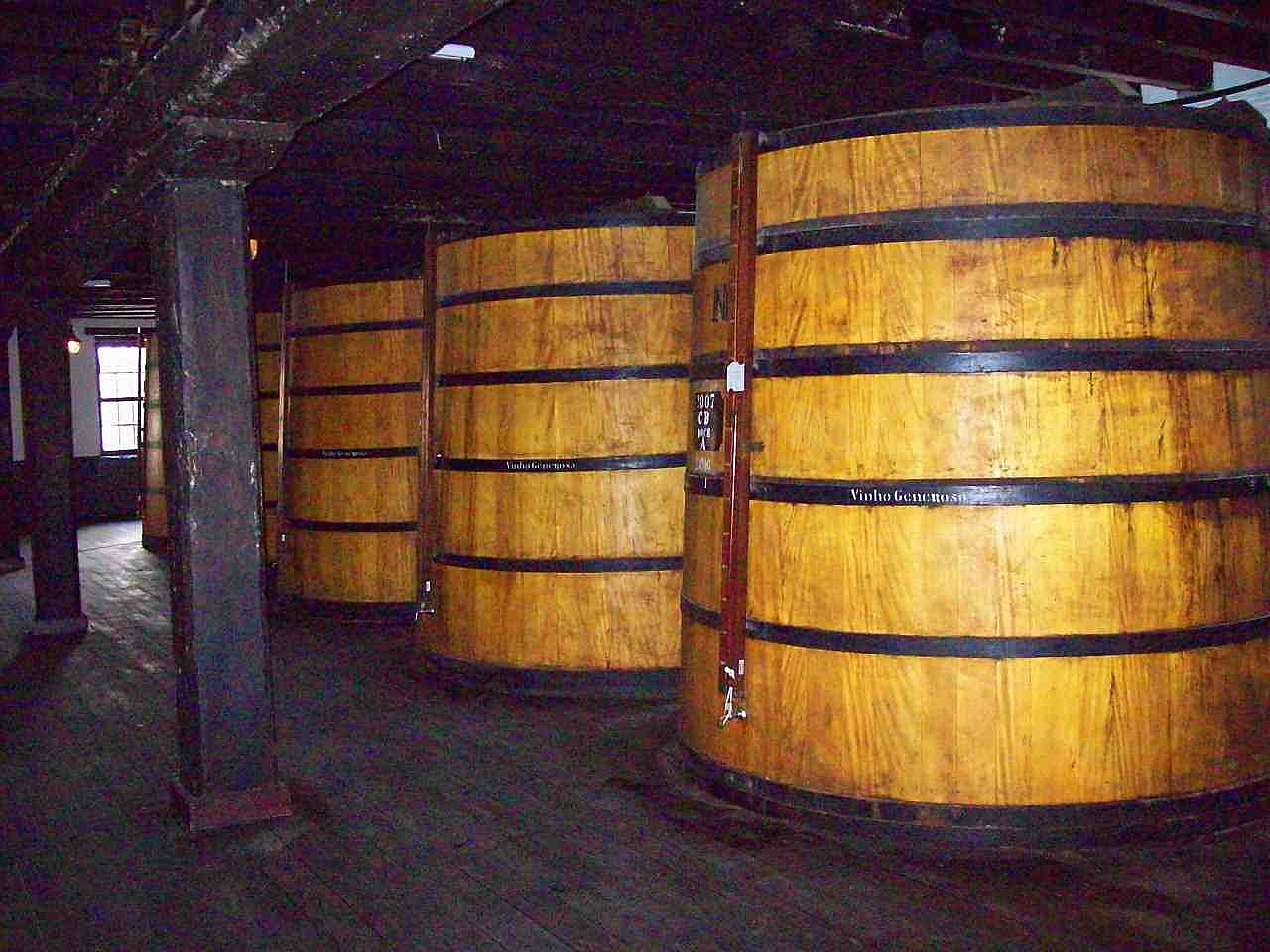
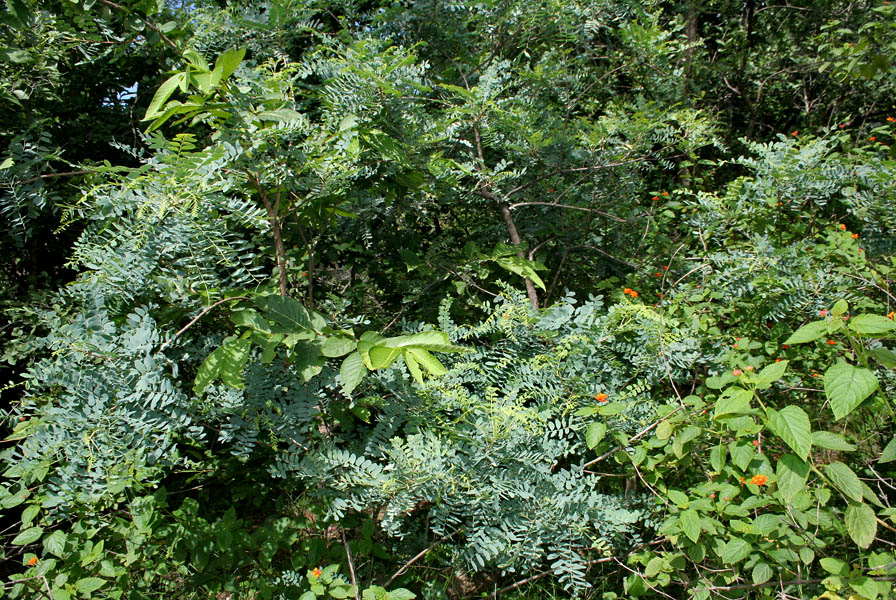